# 长白松
长白松（Pinus sylvestris var．sylvestriformis），又名美人松、长白赤松，松科，是欧洲赤松分布最东的一个地理变种。

## 概述
长白松天然分布区很狭窄，只见于吉林省安图县长白山北坡，位于二道白河与三道白河沿岸的狭长地段。其为常绿乔木，下部树皮淡黄褐色至暗灰褐色，裂成不规则鳞片，中上部树皮淡褐黄色到金黄色，裂成薄鳞片状脱落。针叶两针为一束，较粗硬，稍扭曲，微扁。为阳性树种，根系深长。